# Софтбол на Африканских играх
Турнир по софтболу Всеафриканских игр — соревнования женских национальных софтбольных сборных команд стран Африки, проведённые в рамках Всеафриканских игр под эгидой Африканской ассоциации бейсбола и софтбола (ABSA) и Высшего совета спорта в Африке (CSSA).
Африканские (до 2011 — Всеафриканские) игры проводятся с 1965 года. С 1987 — раз в 4 года. Соревнования по софтболу включались в программу единственный раз — в 2003 году Абудже (Нигерия) (VIII Всеафриканские игры).

## Призёры Всеафриканских игр
| Год  | Место проведения | Золото | Серебро | Бронза |
| 2003 | Абуджа (Нигерия) | ЮАР    | Нигерия | Уганда |